# フィクションの楽しみ
「フィクションの楽しみ」（フィクションのたのしみ）は、水声社が発行する20世紀の海外文学の叢書。判型は四六判。
2006年から開始。2022年12月までに58冊刊行されている。
「海外のもっとも新しい小説、実験的精神にあふれるフィクションの数々を最適の訳者によって贈る、新しい翻訳小説シリーズ」とされる。

## 主なラインナップ
- 『ライオンの皮をまとって』（マイケル・オンダーチェ、福間健二訳） 2006.12
- 『美術愛好家の陳列室』（ジョルジュ・ペレック、塩塚秀一郎訳） 2006.12
- 『生存者の回想』（ドリス・レッシング、大社淑子訳） 2007.12
- 『暮れなずむ女』（ドリス・レッシング、山崎勉訳） 2007.12
- 『シカスタ — アルゴ座のカノープス』（ドリス・レッシング、大社淑子訳） 2008.1
- 『ミッツ ヴァージニア・ウルフのマーモセット』（シークリット・ヌーネス、杉浦悦子訳） 2008.6
- 『神の息に吹かれる羽根』（シークリット・ヌーネス、杉浦悦子訳） 2008.6
- 『モレルの発明』（A・ビオイ＝カサーレス、清水徹,牛島信明共訳） 2008.9
- 『ステュディオ』（フィリップ・ソレルス、齋藤豊訳） 2009.5
- 『煙滅』（ジョルジュ・ペレック、塩塚秀一郎訳） 2010.1
- 『人生 使用法』（ジョルジュ・ペレック、酒詰治男訳） 2010.10
- 『モンテスキューの孤独』（シャードルト・ジャヴァン、白井成雄訳） 2010.11
- 『家出の道筋』（ジョルジュ・ペレック、酒詰治男訳） 2011.7
- 『赤外線』（ナンシー・ヒューストン、いぶきけい訳） 2011.12
- 『メルラーナ街の混沌たる殺人事件』（カルロ・エミーリオ・ガッダ、千種堅訳） 2011.12
- 『草原讃歌』（ナンシー・ヒューストン、永井遼訳） 2013.1
- 『家族手帳』（パトリック・モディアノ、安永愛訳） 2013.1
- 『これは小説ではない』（デイヴィッド・マークソン、木原善彦訳） 2013.10
- 『長崎』（エリック・ファーユ、松田浩則訳） 2013.10
- 『秘められた生』（パスカル・キニャール、小川美登里訳） 2013.11
- 『Wあるいは子供の頃の思い出』（ジョルジュ・ペレック、酒詰治男訳） 2013.11
- 『バルバラ』（アブドゥラマン・アリ・ワベリ、林俊訳） 2014.1
- 『連邦区マドリード』（J・J・アルマス・マルセロ、大西亮訳） 2014.4
- 『わたしは灯台守』（エリック・ファーユ、松田浩則訳） 2014.9
- 『古書収集家』（グスタボ・ファベロン＝パトリアウ、髙野雅司訳） 2014.12
- 『骨の山』（アントワーヌ・ヴォロディーヌ、濵野耕一郎訳） 2015.1
- 『地平線』（パトリック・モディアノ、小谷奈津子訳） 2015.2
- 『ぼくは思い出す』（ジョルジュ・ペレック、酒詰治男訳） 2015.5
- 『あなたがこの辺りで迷わないように』（パトリック・モディアノ、余田安広訳） 2015.5
- 『涙の通り路』（アブドゥラマン・アリ・ワベリ、林俊訳） 2015.10
- 『1914』（ジャン・エシュノーズ、内藤伸夫訳） 2015.11
- 『リトル・ボーイ』（マリーナ・ペレサグア、内田吉彦訳） 2016.5
- 『テラ・ノストラ』（カルロス・フエンテス、本田誠二訳） 2016.5
- 『傭兵隊長』（ジョルジュ・ペレック、塩塚秀一郎訳） 2016.6
- 『眠る男』（ジョルジュ・ペレック、海老坂武訳） 2016.6
- 『石蹴り遊び』（フリオ・コルタサル、土岐恒二訳） 2016.8
- 『エクリプス』（エリック・ファーユ、松田浩則訳） 2016.12
- 『欠落ある写本 - —デデ・コルクトの失われた書』（カマル・アブドゥッラ、伊東一郎訳） 2017.10
- 『デルフィーヌの友情』（デルフィーヌ・ド・ヴィガン、湯原かの子訳） 2017.12
- 『ハイチ女へのハレルヤ』（ルネ・ドゥペストル、立花英裕,後藤美和子,中野茂共訳） 2018.6
- 『パリの片隅を実況中継する試み - ありふれた物事をめぐる人類学』（ジョルジュ・ペレック、塩塚秀一郎訳） 2018.10
- 『「失われた時を求めて」殺人事件』（アンヌ・ガレタ、高柳和美訳） 2018.10
- 『もどってきた鏡』（アラン・ロブ＝グリエ、芳川泰久訳） 2018.10
- 『ポイント・オメガ』（ドン・デリーロ、都甲幸治訳） 2019.1
- 『トランジット』（アブドゥラマン・アリ・ワベリ、林俊訳） 2019.2
- 『ある感傷的な小説』（アラン・ロブ=グリエ、的場寿光訳） 2019.12
- 『環』（ジャック・ルーボー、田中淳一訳） 2020.7
- 『犬売ります』（フアン・パブロ・ビジャロボス、平田渡訳） 2020.7
- 『憤死』（エドゥアール・グリッサン、星埜守之訳）2020.8
- 『マホガニー：私の最期の時』（エドゥアール・グリッサン、塚本昌則訳） 2021.5
- 『パッサカリア』（ロベール・パンジェ、堀千晶訳） 2021.6
- 『沈黙』（ドン・デリーロ、日吉信貴訳） 2021.6
- 『オレデシュ川沿いの村』（アナイート・グリゴリャン、髙田映介訳） 2021.8
- 『エクエ・ヤンバ・オー』（アレホ・カルペンティエール、平田渡訳） 2021.9
- 『地獄の裏切り者』（パーヴェル・ペッペルシテイン、岩本和久訳） 2022.1
- 『わが人生の小説』（レオナルド パドゥーラ、久野量一訳） 2022.4
- 『プラハのショパン』（エリック･ファーユ、松田浩則訳） 2022.6
- 『ホワイト・ノイズ』（ドン・デリーロ、都甲幸治＋日吉信貴訳）2022.12
- 『ゼロK』（ドン・デリーロ、日吉信貴訳）2023.6
- 『さらばボゴタ』（シモーヌ＆アンドレ・シュヴァルツ゠バルト、中里まき子訳）2023.11
- 『歌、燃えあがる炎のために』（フアン・ガブリエル・バスケス 、久野量一訳）2024.11